# سفارة مصر في السويد
سفارة مصر في السويد هي أرفع تمثيل دبلوماسي لدولة مصر لدى السويد. تقع السفارة في ستوكهولم وهي تهدف لتعزيز المصالح المصرية في السويد.

## وصلات خارجية
- قائمة سفارات مصر
- قائمة السفارات في السويد